# Bruce Heming
Bruce Sword Heming (* 1. Dezember 1939 in Ithaca, NY; † 22. Juli 2018 in Edmonton) war ein kanadischer Entomologe und Evolutionsbiologe US-amerikanischer Herkunft.

## Leben
Heming wurde in Ithaca, New York, geboren und wuchs in Whittier (Kalifornien) und Guelph (Provinz Ontario) auf. Er studierte an der University of Guelph und an der North Carolina State University in Raleigh, wo er 1970 seinen PhD erhielt. In den Niederlanden lernte er 1974 während eines Forschungssemesters bei René Hubert Cobben (1925–1987) an der Universität Wageningen seine künftige Ehefrau und Mitarbeiterin Karin van Battum (1946–2011) kennen. Sie heirateten im November 1976 und ließen sich in McKernan im Südwesten von Edmonton (Provinz Alberta) nieder. Karin und Bruce Heming hatten zwei Söhne: Arthur und Steven.
Heming arbeitete bis zu seiner Emeritierung am Department of Entomology der University of Alberta in Edmonton. Seine Arbeitsgebiete waren die Evolutionsbiologie, die Paläontologie und die Phylogenese von Insekten, wobei ihn besonders die Gruppe der Paraneoptera interessierte, welche die Schnabelkerfe (Hemiptera), Staubläuse (Psocoptera), Tierläuse (Phthiraptera) und Fransenflügler (Thysanoptera) umfasst. Bekannt ist Heming unter anderem auch für seine Arbeiten zur Phylogenie und Funktionsmorphologie bei Fransenflüglern.

## Bücher (Auswahl)
- BS Heming: Insect Development and Evolution. Comstock Books. Cornell University Press 2003. ISBN 978-0801439339